# Othmar Karas
Othmar Karas (født 24. december 1957) er en østrigsk politiker, som har været første næstformand for Europa-Parlamentet siden januar 2022 og medlem af Europa-Parlamentet (MEP) siden 1999. Han er medlem af Østrigs Folkeparti (ÖVP), som på europæisk plan er tilsluttet Det Europæiske Folkeparti (EPP).
Karas sidder i Europa-Parlamentets Økonomi- og Valutaudvalg og er næstformand i Underudvalget om Skatteanliggender. Mellem 2012 og 2022 var han en af næstformændene i Europa-Parlamentet. Han blev valgt som første næstformand 18. januar 2022.

## Eksterne links
- Officiel hjemmeside (på tysk)
- Othmar Karas' profil på Europa-Parlamentets hjemmeside.
- Erklæring (Webside ikke længere tilgængelig) af økonomiske interesser (på tysk; PDF-fil)